# Vale rupsvogel
De vale rupsvogel (Edolisoma ceramense synoniem: Coracina ceramensis) is een vogel uit de familie van de rupsvogels. 

## Verspreiding en leefgebied
Het is een endemische vogel op de Molukken en telt twee ondersoorten:
- E. c. ceramensis: Ceram, Buru en Boano.
- E. c. hoogerwerfi: Obi.

## Status
De vale rupsvogel heeft een betrekkelijk groot verspreidingsgebied en daardoor is de kans op uitsterven gering. De grootte van de populatie is niet gekwantificeerd. Op Ceram en Boeroe is de vogel nog vrij algemeen. Er is geen aanleiding te veronderstellen dat de soort in aantal achteruit gaat. Om deze redenen staat deze rupsvogel als niet bedreigd op de Rode Lijst van de IUCN.